# BenJarvus Green-Ellis
BenJarvus „Law Firm“ Green-Ellis (* 2. Juli 1985 in New Orleans, Louisiana) ist ein ehemaliger US-amerikanischer American-Football-Spieler auf der Position des Runningbacks. Er spielte für die New England Patriots sowie die  Cincinnati Bengals in der National Football League (NFL).

## High School und College
Green-Ellis besuchte die St. Augustine High School und wurde als Runningback zu vielen Regionalauswahlen gewählt. Bevor er 2005 zur University of Mississippi wechselte, spielte er College Football an der Indiana University. In seiner ersten Saison erzielte er 938 Lauf-Yards und sieben Touchdowns. Im zweiten Jahr spielte er zusammen mit Chris Taylor, der später auch sein Teamkollege bei den New England Patriots war, und erzielte lediglich 794 Yards. 2006 und 2007 erreichte Green-Ellis in Mississippi 2.137 Yards und 13 Touchdowns. Weiterhin wurde er zu einer überregionalen Auswahlmannschaft berufen.

## NFL

### New England Patriots
Trotz dieser Leistungen wurde er im NFL Draft nicht ausgewählt und unterschrieb am 31. Mai 2008 einen Vertrag bei den New England Patriots. Am 30. August wurde er entlassen und am 1. September in den Practice Squad berufen. Nachdem das Team den Wide Receiver Maurice Price entließ, kam Green-Ellis in den Aktivenkader. Wegen einer Verletzung des eigentlichen Starting-Runningbacks, Laurence Maroney, war Green-Ellis am 20. Oktober bei einem Spiel gegen die Denver Broncos Starter und erzielte 65 Yards, außerdem lief er einen 1-Yard-Touchdown. In derselben Saison erzielte er in einem Spiel 105 Yards, sein erstes 100-Yards-Spiel. Mit den Patriots gelang Green-Ellis der Einzug in den Super Bowl XLVI, der mit 17:21 verloren ging.

### Cincinnati Bengals
Im März 2012 wechselte er von den New England Patriots zu den Cincinnati Bengals. Somit beendete Green-Ellis sein Engagement in New England, ohne (in 551 Carries) einen einzigen Fumble verursacht zu haben. Bei den Bengals fügte sich Green-Ellis gut ein: auch wenn er seinen ersten Fumble in der NFL hinnehmen musste, erzielte er in der Regular Season sechs Touchdowns und einen Karriere-Höchstwert von 1.080 Yards Raumgewinn.

## Sonstiges
Seinen Spitznamen „Law Firm“ (dt.: die Anwaltskanzlei) verdankt Green-Ellis seinem vielteiligen Namen, da sich „BenJarvus Green-Ellis“ wie eine Rechtsfirma namens „Ben, Jarvus, Green & Ellis“ anhört.